# Rudolf Luftensteiner

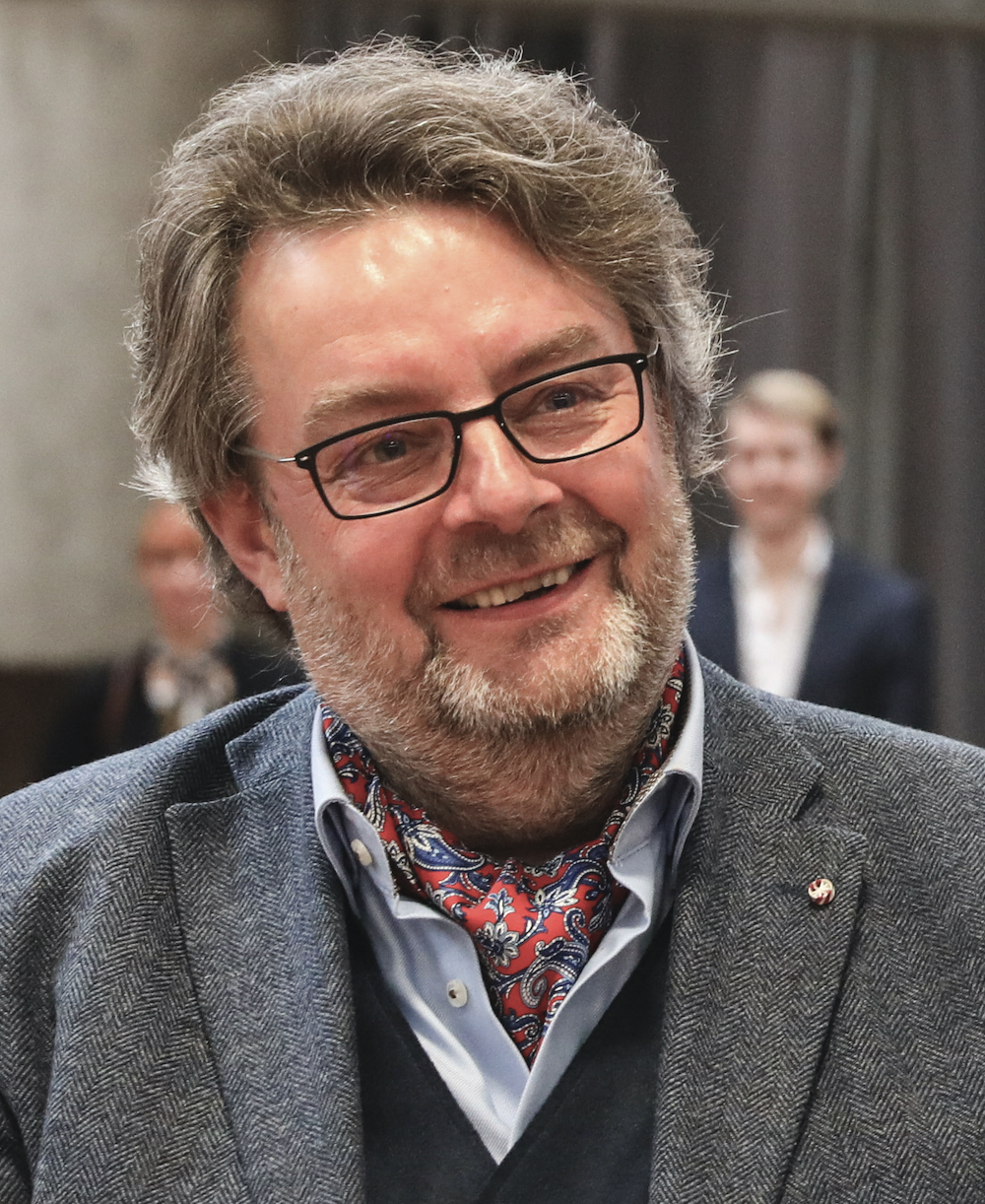
Rudolf Luftensteiner (2019)

Rudolf Luftensteiner (* 10. April 1957 in Linz, Oberösterreich) ist ein österreichischer römisch-katholischer Theologe.

## Werdegang
Rudolf Luftensteiner wuchs als eines von zwölf Kindern am elterlichen Bauernhof in Schwertberg auf. Nach einer Ausbildung zum Elektroinstallateur maturierte er 1981 am Aufbaugymnasium in Horn und studierte im Anschluss von 1981 bis 1988 in Fribourg/Schweiz und in Wien Theologie. Während dieser Zeit war er auch Mitglied des Ordens der Dominikaner.
Nach eigenen Angaben war für ihn besonders das Studium der Pastoraltheologie bei Paul Michael Zulehner für seinen weiteren Lebensweg prägend.
1986 absolvierte er den Zivildienst bei der Katholischen Jugend Wien. Von 1988 bis 1998 arbeitete er als kirchlich bestellter Religionslehrer, ab 1998 als Bundeslehrer in Korneuburg. Von 1998 bis 2000 leitete er die ARGE BMHS/NÖ der Erzdiözese Wien und war in der Fortbildung des RPI tätig. In diesen Jahren arbeitete er auch als freier Mitarbeiter in der Abteilung Religion des ORF.
Von 2000 bis 2002 war er Abteilungsleiter für Katholische Privatschulen der Erzdiözese Wien und Privatschulreferent für das Interdiözesane Amt für Unterricht und Erziehung der Österreichischen Bischofskonferenz. Von September 2002 bis 2007 übernahm er die organisatorische und pädagogische Leitung der Vereinigung von Ordensschulen Österreichs (VOSÖ) und fungierte von 2007 bis 2016 als deren Geschäftsführer. Ebenfalls 2002 wurde er Mitarbeiter im Schulreferat der Superiorenkonferenz der männlichen Ordensgemeinschaften Österreichs. 2013 erfolgte die Ernennung zum Schulreferent, mit 1. Jänner 2016 wurde er Leiter des neu geschaffenen Bereichs Bildung sowie Vorstandsvorsitzender der VOSÖ.
Von 2009 bis 2022 war er zudem stellvertretender Vorstandsvorsitzender der Vereinigung Katholischer Kindertagesheime, ab 2019 auch Vorstandsvorsitzender des Institutes Österreichischer Orden.
Nach 20 Jahren im Einsatz für die Ordensgemeinschaften Österreichs legte Luftensteiner 2022 anlässlich seiner Pensionierung seine Funktion als Vorstandsvorsitzender der VOSÖ zurück, verblieb aber als Mitglied im Kuratorium. Im Institut der Österreichischen Orden hat er weiterhin die Funktion des Vorstandsvorsitzenden inne.
Luftensteiner ist verheiratet mit Juliana Luftensteiner-Zwonarich, die bis zu ihrer Pensionierung als Religionslehrerin am Lycée Français de Vienne tätig war.

## Anerkennungen
- 2015 Goldenes Ehrenzeichen für Verdienste um die Republik Österreich[1]
- 2021 Hofrat[2]
- 2022 Silvesterorden[3] Die Laudatio hielten Paul Michael Zulehner und Erzabt Korbinian Birnbacher nach einer feierlichen Vesper mit Bischof Wilhelm Krautwaschl.

## Zitate
„Die Gesellschaft kennt leider nur Erfolg und Leistung. Deshalb kommt die Bildungsdebatte nicht weiter. Das Herz wird ausgeklammert. Schon Viktor Frankl hat gewusst: Wenn wir zwei Menschen gleich behandeln, haben wir einen falsch behandelt. Jedes Kind ist in seiner Entwicklung wichtig. Helfen wir mit, Bildung als Herzensanliegen zu etablieren. Da gehört auch dazu, dass wir Sorgen und Anliegen von SchülerInnen wie auch Eltern ins Gebet nehmen.“